# Tadeusz Chorążak
Tadeusz Ludwik Chorążak (ur. 6 sierpnia 1901 we Lwowie, zm. 11 września 1977 w Katowicach) – polski lekarz, profesor nauk medycznych w zakresie dermatologii, założyciel czterech oddziałów dermatologicznych w szpitalach klinicznych (Warszawa, Szczecin, Zabrze, Katowice)

## Życiorys

### Okres przedwojenny
Studiował medycynę na Wydziale Lekarskim Uniwersytetu Jana Kazimierza (UJK) we Lwowie. Dyplom doktora wszechnauk lekarskich otrzymał w 1925, a 20 kwietnia 1939 – habilitację jako docent chorób skórnych i wenerycznych. W latach 1924–1941 pracował w Klinice Dermatologii macierzystej uczelni. 
Po okupacji Lwowa był aresztowany wraz z rektorem i innymi pracownikami UJK. W latach 1941–1944 był kierownikiem Ambulatorium Dermatologicznego Ubezpieczalni Społecznej we Lwowie.

### Okres powojenny
Warszawa (1945–1948)
Po wojnie założył w Szpitalu św. Ducha w Warszawie Oddział Dermatologii, w którym pracował jako ordynator w latach 1945–1948. Otrzymał veniam legendi Akademii Medycznej w Warszawie. W latach 1946–1948 był redaktorem naczelnym „Przeglądu Dermatologicznego” (potem – członkiem komitetu redakcyjnego).
Szczecin (1948–1950)
W 1948 roku opuścił Warszawę, aby współtworzyć w Szczecinie pierwszą szczecińską uczelnię medyczną – Akademię Lekarską. Jej rektorem został Jakub Węgierko, dziekanem Wydziału Lekarskiego – Czesław Murczyński, a prodziekanem – Tadeusz Chorążak.
Wśród podstawowych zakładów naukowych i klinik powstała Klinika Chorób Skórnych i Wenerycznych. Tadeusz Chorążak był jej twórcą i kierownikiem. Prowadził w klinice ćwiczenia w rozpoznawaniu i leczeniu chorób skórnych i wenerycznych. Był wykładowcą przedmiotu „Klinika, patogeneza i leczenie chorób skórnych i wenerycznych” oraz promotorem 2 pierwszych doktorów. Prace naukowe stały się tematem 5 publikacji. Po dwóch latach został przeniesiony na Śląsk.
Katowice, Zabrze (1950–1971)
Od 1950 organizował od podstaw Katedrę i Klinikę Dermatologii w istniejącej od 1948 Śląskiej Akademii Medycznej w Katowicach (ŚAM). I Katedra i Klinika powstała w Zabrzu-Rokitnicy na terenie Państwowego Szpitala Klinicznego Nr 2 przy ul. Curie-Skłodowskiej 10 (w maju 1951 zostały otwarte 2 oddziały na łącznie 68 łóżek).
W latach 1951–1953 był prorektorem uczelni, pełniącym obowiązki rektora. W klinice prowadził, poza podstawową działalnością dydaktyczną, podyplomowe szkolenie lekarzy-dermatologów. Był promotorem 27 przewodów doktorskich i recenzentem 18 rozpraw habilitacyjnych. Zainicjował utworzenie Śląskiego Oddziału Polskiego Towarzystwa Dermatologicznego (PTD) i został przewodniczącym Zarządu Oddziału.
Poza zagadnieniami dermatologiczno-wenerologicznymi zajmował się chorobami zawodowymi i higieną pracy. Zainicjował tworzenie przy śląskich kopalniach ambulatoriów dermatologicznych, prowadzonych przez asystentów Kliniki (doprowadziło to do prawie 10-krotnego spadku zachorowalności na ropne choroby skóry wśród górników i hutników). Pełniąc funkcję specjalisty wojewódzkiego (od 1951), organizował tworzenie sieci miejskich i powiatowych placówek dermatologicznych i wenerologicznych. Był członkiem Rady Naukowej Instytutu Medycyny Pracy w Przemyśle Górniczym i Hutnictwie (1952–1961), przewodniczącym Sekcji Dermatologicznej w Radzie Naukowej przy Ministrze Zdrowia (1968–1963).
Na przełomie lat 1969/1970 Klinikę Dermatologii przeniesiono do Katowic. W październiku 1971, po przejściu prof. T. Chorążaka na emeryturę, kierownikiem Kliniki została była asystentka, prof. Józefa Rubisz-Brzezińska.
Był członkiem honorowym Polskiego Towarzystwa Dermatologicznego (od 1966) i Polskiego Towarzystwa Lekarskiego (od 1970) oraz członkiem korespondentem Société Francaise de Dermatologie (od 1973).
Został pochowany na cmentarzu przy ulicy Francuskiej w Katowicach.

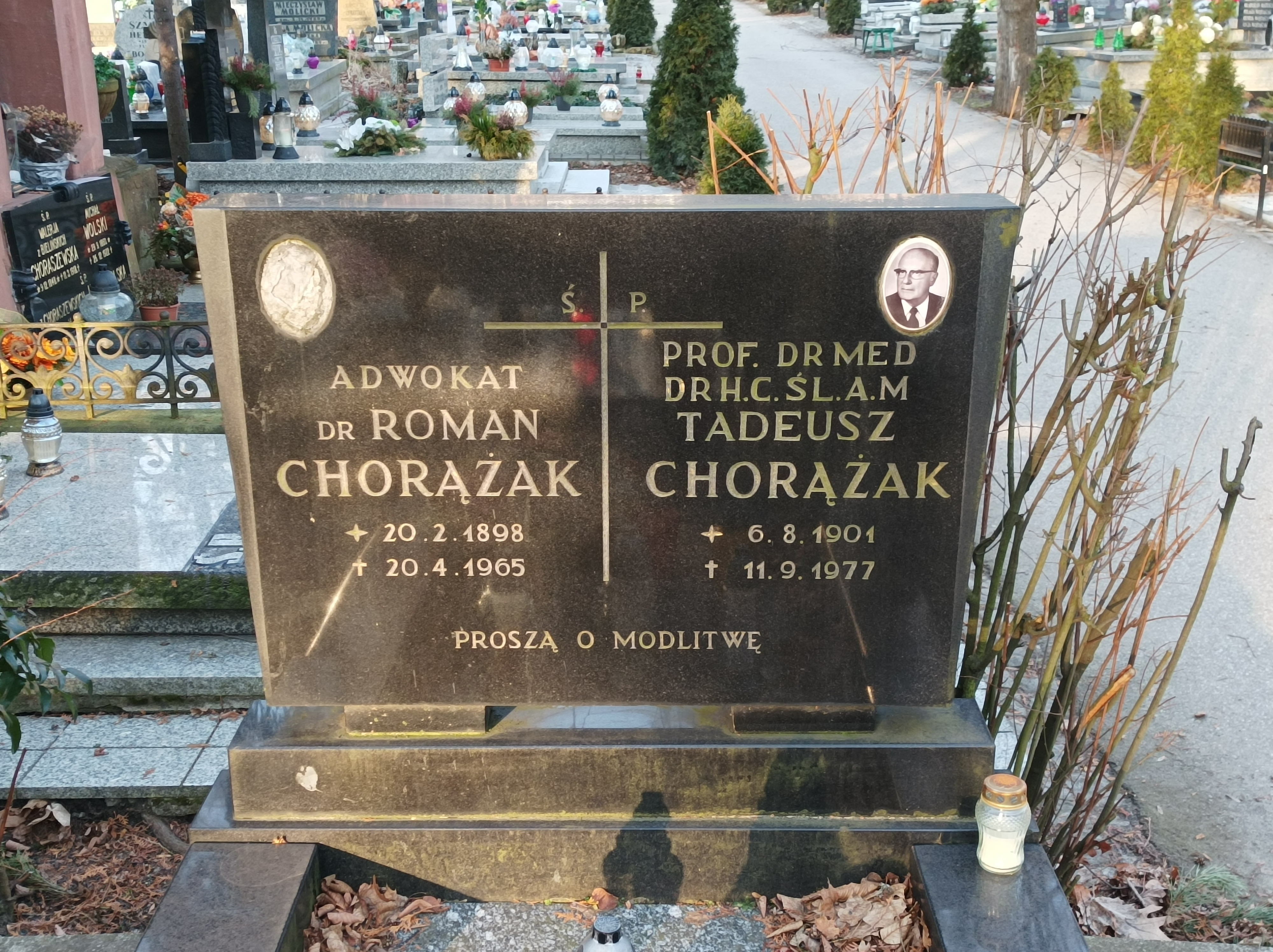
Grób prof. Tadeusza Chorążaka na cmentarzu przy ulicy Francuskiej w Katowicach

## Publikacje
Tadeusz Chorążak jest autorem lub współautorem 6 podręczników i ponad 100 artykułów, wśród nich:
- O nietypowych postaciach klinicznych ziarniniaka obrączkowego (wsp. Frédéric Woringer). Warszawa 1938
- Les formes cliniques anormales du granulome annulaire (wsp. Frédéric Woringer). Masson Paris 1939
- Le mycosis fongoïde à tumeur d’emblée (wsp. Lucien Marie Pautrier, Frédéric Woringer). Masson Paris 1937
- Ziarniniak grzybiasty doraźny (wsp. Lucien Marie Pautrier, Frédéric Woringer). Lwów 1937
- Gnojničkovye zabolevaniâ koži (wsp. Wiesław Rasiewicz, Stefan Ślopek, Adam Gasperowicz, M.V. Milič), Varšava: Pol. Gosud. Med. Izd.
- Ein Fall von „Acne urticata”. Archiv für Dermatologie und Syphilis 1937
- Wpływ witamin na rozwój poszczepiennych zmian kiłowych w kile doświadczalnej królików. Polska Akademia Umiejętności Kraków 1938
- Przypadek uogólnionego ziarniniaka obrączkowatego. Państwowy Zakład Wydawnictw Lekarskich Warszawa 1950
- Wpływ warunków pracy w górnictwie węglowym na powstawanie zawodowych chorób skóry (referat). ZG Stowarzyszenia Inżynierów i Techników Górnictwa Katowice 1963
- Ropne choroby skóry (wsp.). Państwowy Zakład Wydawnictw Lekarskich Warszawa 1967

## Odznaczenia i nagrody
- Krzyż Komandorski OOP[2]
- Krzyż Oficerski OOP[2]
- Krzyż Kawalerski OOP[2]
- Odznaka „Za wzorową pracę w służbie zdrowia” (1954)[12]
- nagroda naukowa Ministra Zdrowia (1965)[1]
- tytuł doktora honoris causa Śląskiej Akademii Medycznej w Katowicach (1973)[2]

## Upamiętnienie
Dla upamiętnienia postaci Tadeusza Chorążaka ukazały się m.in. publikacje:
- W. Rasiewicz. Prof. M.D. Tadeusz Chorążak. „Przegl. Dermatol.” 1966, 53 (3), 277-279
- S. Jabłońska. Prof. Dr Med. Tadeusz Chorazak 70th Anniversary. „Przegl. Dermatol.” 1972, 59 (4), 465–467
- S. Jabłońska. In Memoriam: Prof. Tadeusz Chorążak. „Przegl. Dermatol.” 1979, 66 (1), 1–3
- Krzysztof Brożek. Chorążak Tadeusz Ludwik (1901–1977). [w:] Słownik medycyny i farmacji Górnego Śląska. ŚAM Katowice 1993, I, s.69–70)[14]